# Koncert fortepianowy (Lutosławski)
Koncert fortepianowy – utwór na fortepian i orkiestrę skomponowany przez Witolda Lutosławskiego w 1987. Koncert napisany został na zamówienie Festiwalu w Salzburgu , gdzie został prawykonany 19 sierpnia 1988 pod dyrekcją Lutosławskiego przez Krystiana Zimermana, któremu utwór został dedykowany .
Szkice Lutosławskiego z lat 1937–1939 do koncertu fortepianowego zaginęły podczas II wojny światowej. Po wojnie do napisania tego typu utworu dwukrotnie namawiał kompozytora Witold Małcużyński, później zaś Krystian Zimerman. Polska premiera odbyła się w 1988 podczas Międzynarodowego Festiwalu Muzyki Współczesnej „Warszawska Jesień”. Prócz Zimermana utwór znalazł się w repertuarze Ewy Pobłockiej i Piotra Palecznego .